# Амрита
Амрита (деванагари: अमृत) е санскритска дума, която буквално означава „това, което е безсмъртно“ и често се превежда в текстове като нектар.

## В индуизма
В индуизма амрита често се споменава като напитката на боговете, която ги дарява с безсмъртие. Според историята, разказвана в Махабхарата, Бхагавата пурана и Вишну пурана, Самудра мантхан („Биенето на океана от мляко“) боговете започват да губят своето безсмъртие поради проклятие на мъдреца Дурваса. С помощта на асурите (демоните) те бият морето, за да намерят нектара на безсмъртието, амрита. След като го изпиват, боговете възвръщат безсмъртието си и побеждават демоните.
Според друг мит, разказан в Махабхарата, амрита е открадната от царя на птиците Гаруда, който трябвало да занесе напитката на змии, пленили майка му. Гаруда побеждава в битка боговете, водени от Индра, прелетява през спиците на колело (символ на слънцето), преграждащо пътя към амрита и убива две охраняващи я змии. Все пак, Гаруда сключва съюз с Индра, като му обещава, че ще му помогне да си възвърне напитката, след като я предаде на змиите. По време на ритуалното умиване преди изпиването на амрита, което змиите извършват по указание на Гаруда, Индра им открадва напитката и я отнася обратно на небето.
В йогийската философия амрита е течност, която може да тече от хипофизата в гърлото по време на дълбоки състояния на медитация. Според някои йогийски текстове една капка от нея е достатъчна, за да се победи смъртта и да се постигне безсмъртие.